# 斯奈德 (德克薩斯州)
斯奈德（英語：Snyder）是一個位於美國德克薩斯州斯庫瑞縣的城市。根據2010年美國人口普查，該地共人口11202人，而該地的面積約為22.30平方千米。同時該地也是斯庫瑞縣的縣治。

## 地理
斯奈德的座標為32°40′56″N 100°54′52″W / 32.68222°N 100.91444°W，而該地的平均海拔高度為707米（即2320英尺）。